# Scinax nebulosus
Espèce
Synonymes
- Hyla nebulosa Spix, 1824
- Hyla cynocephala Duméril & Bibron, 1841
- Hyla egleri Lutz, 1968

Statut de conservation UICN

 LC  : Préoccupation mineure
Scinax nebulosus, la Rainette Nébuleuse, est une espèce d'amphibiens de la famille des Hylidae.

## Répartition et habitat
Cette espèce se rencontre jusqu'à 200 m d'altitude en Amazonie, : 
- au Brésil dans les États de l'Amazonas, du Rondônia, du Mato Grosso, du Roraima, du Pará, de l'Amapá, du Maranhão et du Piauí ;
- en Bolivie dans les Départements de Santa Cruz, Beni et Pando ;
- au Guyana ;
- en Guyane ;
- au Suriname ;
- au Venezuela dans les États d'Amazonas, de Bolívar et de Delta Amacuro.

Elle vit dans les plans d'eau temporaires, créé par la pluie, dans la forêt tropicale humide. Elle aussi présente dans la savane humide du Cerrado.

## Publication originale
- Spix, 1824 : Animalia nova sive species novae testudinum et ranarum, quas in itinere per Brasiliam annis 1817-1820 (texte intégral)